# 挪威的森林 (電影)
挪威的森林（日语：ノルウェイの森）是於2010年上映的日本電影，改編自日本作家村上春樹最廣為人知的作品《挪威的森林》，由法籍越南裔導演陳英雄執導，電影入圍競逐第67屆威尼斯國際電影節的最高殊榮金獅獎。

## 劇情
故事在1967年開始，在神戶就讀高中的主角渡邊徹，有一名好友木月（キズキ）和他的青梅竹馬女友直子，木月其後自殺。渡邊徹獨自往東京升讀大學，期間巧遇木月的前女友直子，兩人開始發展情侶關係。直子患上了憂鬱症，進了京都一間名為「阿美寮」的集體精神病療養院。渡邊徹此時認識了性格活潑的女生小林綠，伴隨著主角的，是多愁善感的直子和野性活潑小林綠的三角關係，以及這學運頻密的六十年代。

## 製作
改編自村上春樹的暢銷作品，原著小說中的重要角色均在角色名單中。此外本作小說的名稱，由披頭四創作的曲目（Norwegian Wood）已確定會成為本作的主題曲，並用在目前所發放的一段31秒的預告當中。另一值得注意的是本作的配樂由歐美樂團電台司令的第二創作靈魂——強尼·格林伍德負責。拍攝場景除了日本外，亦曾到法國取景。
根據目前的拍攝現場報導，得知導演對細節的要求一絲不苟，包括對演員頭部的細微高度，或是燈光所拍攝的光度與距離等也有強烈標準。此外為重現1969年的生活面貌，除了任何會出現在鏡頭前的物品雖與該年代的物品相符外，連不在拍攝範圍內的物品也放置了當時型號的物品。

## 角色
- 松山研一：渡邊徹
- 菊地凛子：直子
- 水原希子：小林綠
- 高良健吾：木月（キズキ）
- 玉山鐵二：永澤學長
- 霧島麗香：石田玲子阿姨（レイコさん）

## 反響

### 評價
每日郵報稱讚導演陳英雄敢於將村上春樹最有名的作品搬上大銀幕，但形容此作品只做到原著的概略總結。而紐約時報的史提芬·荷頓則形容是「與其說是連貫的敘述，不如說是沉浸在悲傷的渴望中的曲折遐想。」 

### 獲獎紀錄
| 電影節                     | 典禮日期       | 類別                           | 參與者/得獎者 | 結果 |
| -------------------------- | -------------- | ------------------------------ | ------------- | ---- |
| 第67届威尼斯国际电影节     | 2010年9月2日   | 金獅獎                         | 挪威的森林    | 提名 |
| 第35屆多倫多國際電影節     | 2010年9月9日   | 特別展出                       | 挪威的森林    | 參與 |
| 第7屆杜拜國際電影節        | 2010年12月10日 | Muhr Asia Africa               | 挪威的森林    | 提名 |
| 第7屆杜拜國際電影節        | 2010年12月10日 | Muhr Asia Africa Best Composer | 強尼·格林伍德 | 獲獎 |
| 第5屆亞洲電影大獎          | 2011年3月21日  | 最佳女演員                     | 菊地凜子      | 提名 |
| 第5屆亞洲電影大獎          | 2011年3月21日  | 最佳攝影                       | 李屏賓        | 獲獎 |
| 第5屆亞洲電影大獎          | 2011年3月21日  | 最佳服裝設計                   | 陳女燕溪      | 提名 |
| 第30屆伊斯坦布爾國際電影節 | 2011年4月      | 費比西獎                       | 陳英雄        | 獲獎 |

## 外部連結
- 挪威的森林電影官方網站
- 互联网电影数据库（IMDb）上《挪威的森林》的资料（英文）
- 豆瓣电影上《挪威的森林》的資料 （简体中文）